# Tim Verbaandert
Tim Verbaandert (* 17. Juli 2000 in Veldhoven) ist ein niederländischer Leichtathlet, der sich auf den Mittelstreckenlauf spezialisiert hat.

## Sportliche Laufbahn
Tim Verbaandert sammelte 2017 erste internationale Wettkampferfahrung in den Mittelstreckenläufen. Damals gewann er im 3000-Meter-Lauf bei den niederländischen U18-Meisterschaften und stellte mit 8:30,47 min eine erste Saisonbestzeit auf. 2018 steigerte er sich im 1500-Meter-Lauf auf 3:50,84 min. Kurz darauf wurde er niederländischer Vize-U20-Meister über diese Distanz und nahm im Sommer auch zum ersten Mal an den nationalen Meisterschaften der Erwachsenen teil, wenngleich er im Vorlauf ausschied. Im Dezember nahm er im U20-Rennen bei den heimischen Crosslauf-Europameisterschaften teil. Das Rennen über knapp 6 Kilometer beendete er auf dem 26. Platz. 2019 siegte Verbaandert im 3000-Meter-Lauf bei den niederländischen U20-Hallenmeisterschaften. Im Freien verbesserte er sich über diese Distanz auf eine Zeit von 8:16,78 min und konnte damit im Sommer bei den U20-Europameisterschaften in Schweden an den Start gehen. Dort erreichte er das Finale, in dem er den achten Platz belegte. Zum Ende des Jahres nahm er in Lissabon, erneut im U20-Rennen, an den Crosslauf-Europameisterschaften teil. Diesmal belegte er den 43. Platz. 2020 belegte er im 3000-Meter-Lauf den siebten Platz bei den niederländischen Hallenmeisterschaften. 2021 wurde Verbaandert nationaler Vize-Hallenmeister im 3000-Meter-Lauf und blieb dabei erstmals unter 8 Minuten. Im Laufe der Freiluftsaison steigerte er sich im 5000-Meter-Lauf auf eine Zeit von 13:44,49 min. Damit konnte er im Juli bei den U23-Europameisterschaften in Tallinn an den Start gehen. Dort belegte er den zwölften Platz.
2022 steigerte sich Verbaandert auf eine 3000-Meter-Hallenbestzeit von 7:47,42 min. Damit qualifizierte er sich für die Hallenweltmeisterschaften in Belgrad. Dort verpasste er als Achter seines Vorlaufes den Einzug in das Finale. Im Laufe der Freiluftsaison stellte er auf allen üblichen Distanzen zwischen 1500 und 5000 Meter neue Bestzeiten auf. Im Dezember trat er im U23-Rennen bei den Crosslauf-Europameisterschaften in Turin an. Das Rennen beendete er auf dem 20. Platz. Auch 2023 steigerte Verbaandert seine Hallenbestzeit über 3000 Meter. Anfang März trat er bei den Halleneuropameisterschaften in Istanbul an. Er qualifizierte sich mittels seines nationalen Meistertitels und einer guten Zeit bei einem Hallenmeeting im Februar in Madrid, denn normalerweise sehen die Qualifikationskriterien vor, dass sich die Athleten, die bei den 3000 Metern an den Start gehen, über eine 5000-Meter-Zeit qualifizieren, da diese offiziell zum Wettkampfprogramm im Freien gehören, die 3000 Meter jedoch nicht. Bei den Europameisterschaften konnte er in das Finale einziehen, in dem er den sechsten Platz belegte.
2022 und 2023 wurde Verbaandert niederländischer Hallenmeister im 3000-Meter-Lauf. 2022 zudem im 1500-Meter-Lauf.

## Wichtige Wettbewerbe
| Jahr                    | Veranstaltung                   | Ort                     | Platz                   | Disziplin/Rennen        | Zeit                    |
| Startet für Niederlande | Startet für Niederlande         | Startet für Niederlande | Startet für Niederlande | Startet für Niederlande | Startet für Niederlande |
| ----------------------- | ------------------------------- | ----------------------- | ----------------------- | ----------------------- | ----------------------- |
| 2018                    | Crosslauf-Europameisterschaften | Tilburg                 | 26.                     | U20                     | 19:09 min               |
| 2019                    | U20-Europameisterschaften       | Borås                   | 8.                      | 3000 m                  | 8:22,36 min             |
| 2019                    | Crosslauf-Europameisterschaften | Lissabon                | 43.                     | U20                     | 19:47 min               |
| 2021                    | U23-Europameisterschaften       | Tallinn                 | 12.                     | 5000 m                  | 14:13,61 min            |
| 2022                    | Hallenweltmeisterschaften       | Belgrad                 | 19.                     | 3000 m                  | 7:56,61 min             |
| 2022                    | Crosslauf-Europameisterschaften | Turin                   | 20.                     | U23                     | 24:45 min               |
| 2023                    | Halleneuropameisterschaften     | Istanbul                | 6.                      | 3000 m                  | 7:47,24 min             |

## Persönliche Bestleistungen
Freiluft
- 1000 m: 2:31,76 min, 9. Mai 2019, Barendrecht
- 1500 m: 3:38,91 min, 16. Juli 2022, Ninove
- 3000 m: 7:57,73 min, 6. August 2022, Löwen
- 5000 m: 13:28,62 min, 2. Juli 2022, Heusden-Zolder

Halle
- 1500 m: 3:40,97 min, 4. Februar 2022, Miramas
- 3000 m: 7:44,33 min, 11. Februar 2023, Metz